# Che sarà/...ma la mia strada sarà breve
Che sarà/...ma la mia strada sarà breve è un singolo del gruppo musicale italiano Ricchi e Poveri, pubblicato nel 1971 dalla Apollo, che anticipa l'album Amici miei. Tale 45 giri viene distribuito anche in alcuni Paesi esteri, tra cui la Francia, la Spagna, la Germania, la Grecia e gli stati dell'ex Jugoslavia.

## I brani
Entrambi i brani sono prodotti, arrangiati e orchestrati da Gianni Marchetti. 

### Che sarà
Il brano presente sul lato A ha partecipato al Festival di Sanremo 1971 in abbinamento con José Feliciano, aggiudicandosi il 2º posto. Il successo ottenuto è immediato: Che sarà diventa un cavallo di battaglia del quartetto genovese, oltre che un classico della canzone italiana nel mondo.
In tempi più recenti, i Ricchi e Poveri, in tre, hanno dato una nuova veste alla canzone negli album Buona giornata e... del 1990 e Parla col cuore del 1999.

### ...ma la mia strada sarà breve
Il lato B del singolo è, invece, un brano scritto e composto da Carlo Nistri, Angelo Sotgiu e Franco Gatti, anch'esso incluso nell'album Amici miei.

## Tracce
1. Che sarà (Festival di Sanremo 1971) – 3:00 (Franco Migliacci, Jimmy Fontana, Italo Greco, Carlo Pes)
2. ...ma la mia strada sarà breve – 3:50 (Carlo Nistri, Angelo Sotgiu, Franco Gatti)

Nella versione del 45 giri, Che sarà risulta più breve (durata 3:00) rispetto alla versione inserita nel 33 giri Amici miei (durata 3:23), ossia la più conosciuta nella quale il ritornello viene ripetuto per tre volte nella parte finale anziché due.

## Crediti
- Ricchi e Poveri (Angela Brambati, Angelo Sotgiu, Franco Gatti, Marina Occhiena): voci
- Gianni Marchetti: arrangiamenti e direzione musicale
- 4+4 di Nora Orlandi: cori
- RCA/Vianello: edizioni musicali
- Carlo Nistri: produzione

## Classifiche

### Posizione massima
| Paese      | Posizione |
| ---------- | --------- |
| Italia     | 8         |
| Jugoslavia | 10        |
| Paraguay   | 4         |

### Posizione di fine anno
| Paese  | Posizione |
| ------ | --------- |
| Italia | 59        |

## Dettagli pubblicazione
| Paese  | Data | Etichetta | Formato | Nº Catalogo |
| ------ | ---- | --------- | ------- | ----------- |
| Italia | 1971 | Apollo    | 45 giri | ZA 50170    |

- Pubblicazione & Copyright: 1971 - Apollo - Roma.
- Distribuzione: RCA Italiana - Roma.